# I'm a Loser
«I’m a Loser» es una canción de The Beatles lanzada originalmente en el álbum Beatles for Sale. Estaba previsto que saliera como un sencillo en el Reino Unido hasta que John Lennon escribiera «I Feel Fine». 
En la primera edición de Beatles for Sale, la canción fue erróneamente impresa como «I’m a Losser». Esta canción ofreció la particularidad de que fue la última en que Lennon da un uso prominente a la armónica, instrumento que caracterizó varias de sus primeras composiciones con la banda (después la usó más esporádicamente en canciones como «All Together Now», «Being for the Benefit of Mr. Kite!» y «Rocky Raccoon»). 

## Composición
El cantante Jackie DeShanno fue con la banda a su gira Summer 1964 North American tour. Afirmó que Lennon estaba escribiendo esta canción en el avión durante el viaje.
Musicalmente, «I’m a Loser» es notable por ser quizás la primera canción de The Beatles en reflejar directamente la influencia de Bob Dylan, y que, por lo tanto, suena como folk y rock un poco más juntos hacia el folk rock de la explosión el año siguiente.

## Grabación y lanzamiento
Los Beatles grabaron la canción el 14 de agosto de 1964, al mismo tiempo que "Mr. Moonlight» y «Leave My Kitten Alone». Fue grabada en ocho tomas sin doblajes.
Fue lanzada cuatro meses después de que fue grabada, pero de antemano, fue oída en la BBC Radio el 17 de agosto, junto con otras tres canciones de Beatles for Sale y también el sencillo «I Feel Fine/She’s a Woman».

## Personal
- John Lennon - voz, guitarra  acústica (Gibson J-160e), armónica (Höhner en C).
- Paul McCartney - bajo (Höfner 500/1 63´), coros.
- George Harrison - guitarra eléctrica (Gretsch Tennessean).
- Ringo Starr - batería (Ludwig Super Classic), pandereta.

Personal por The Beatles Bible